# Gail Miller
Gail Miller (Canberra, 30 de novembro de 1976) é uma jogadora de polo aquático australiana, campeã olímpica.

## Carreira
Gail Miller fez parte da geração medalha de ouro em Sydney 2000.